# ГЕС Гордола
ГЕС Гордола — гідроелектростанція на південному сході Швейцарії. Споруджена у кількох кілометрах на північний схід від Локарно на річці Вердзаска (права притока Тічино, яка впадає у середню течію останньої озеро Маджоре), що дренує південний схил Лепонтинських Альп.
Ресурс для роботи станції накопичується у водосховищі Лаго-ді-Вогорно площею поверхні 1,68 км² та об'ємом 105 млн м³ (корисний об'єм 94,1 млн м³). Його утримує бетонна аркова гребля Контра висотою 220 м, довжиною 380 м, товщиною від 7 (по гребеню) до 25 м, на спорудження якої пішло 670 тис. м³ матеріалу.
Машинний зал, розташований за 200 м від греблі, обладнано трьома турбінами типу Френсіс потужністю по 35 МВт, які при напорі у 255 м забезпечували виробництво 227 млн кВт·год електроенергії на рік. У середині 2010-х років компанія Andritz отримала замовлення на модернізацію станції, яка полягала у відновленні всіх трьох турбін та збільшенні потужності генераторів з 33,3 до 38 МВА.
Видача продукції відбувається по ЛЕП, що працює під напругою 150 кВ.